# 李顯明
李顯明（Lee Hin Ming，1956年—1994年），已故香港影視演員，早在七十至九十年代便開始在電視連續劇參演角色，一般都是飾演一些吸毒者之類的角色。1994年因癌病在葛量洪醫院去世。

## 演出作品

### 電視劇（亞洲電視）
- 《天靈》（1984）飾 潮州文
- 《101拘捕令第二輯之熱線999》（1984）
- 《八仙過海》（1985）陸公子
- 《四大名捕重出江湖》（1985）飾 小諸葛
- 《十兄弟》（1985）飾 大口九程九吉
- 《諸葛亮》（1985）飾 吉慶
- 《通靈》（1986）飾 余覺非
- 《哪吒》（1986）飾 大黑
- 《濟公活佛》（1986）飾 村民

### 電視劇（無綫電視）
- 當代男兒（1988）
- 狙擊神探（1988）飾 李乙金
- 蓋世豪俠（1989）飾 阿華（段飛好友）
- 摘星的女人	(1989)
- 義不容情（1989）
- 他来自江湖(1989) 飾 江　明
- 回到唐山(1989) 飾 阿武
- 蜀山奇俠（1990）飾骨魔
- 笑傲在明天（1990）
- 大家族(1991)飾 Peter
- 卡拉屋企(1991) 飾 笨賊（第14集）
- 大時代(1992) 飾 Tony（第2集）
- 巨人(1992) 飾 Alex
- 重案傳真(1992) 飾 德
- 水滸英雄傳（1992）飾 劉唐
- 如來神掌再戰江湖(1993) 飾 阿虎（龍劍生的損友）
- 雌雄大老千(1993) 飾 梁亞雞 (第二男主角)
- 都市的童話(1993) 飾 莊菲臘（第5-6集）
- 總有出頭天(1995) 飾 麥先生

## 電影
- 火爆行動 (1989)
- 殭屍醫生 (1990)
- 女機械人 (1991)
- 情聖  (1991)
- 卿本佳人 (1991)
- 表哥我來也 (1991)
- 表姐，妳玩野! (1991)
- 著牛仔褲的鍾馗 (1991)
- 特區愛奴 (1992)
- 新殭屍先生 (1992)
- 偷神家族 (1992)
- 艷降 (1993)
- 嬌娃不設防三度偷情 (1993)
- 警花肉搏強姦黨 (1993)

## 外部連結
- 李顯明在香港影庫上的簡介